# Honduras Británica en los Juegos Olímpicos de México 1968
Honduras Británica (actualmente Belice) estuvo representada en los Juegos Olímpicos de México 1968 por un total de 7 deportistas masculinos que compitieron en 4 deportes.
El equipo olímpico no obtuvo ninguna medalla en estos Juegos.